# 韓国の非公式記念日
韓国の非公式記念日（かんこくのひこうしききねんび）は、大韓民国（韓国）で行われている非公式な記念日について記述する。

## 毎月14日
20世紀後半に日本で発祥したバレンタインデーやホワイトデーといった「恋人にプレゼントを贈る」という習慣は、中国・台湾・韓国など東アジアの一部にも伝わり、定着している。
バレンタインデーとホワイトデーがそれぞれ2月14日、3月14日だったことから、韓国においては4月以降も毎月14日になんらかの恋愛に関わる記念日が提唱されている。食品会社などによって作られた記念日も多く、記念日が多すぎて嫌気がさしているとも言われている。
これらのイベントを全てやる人はまれであり、イベントのための口実という意識のほうが強い。

### バレンタインデー
2月14日

### ホワイトデー
3月14日

### ブラックデー
ブラックデー（朝鮮語: 블랙데이、プルレクテイ）は韓国で4月14日に行われる一種の記念日である。
1990年代前半に自然発生したものとされ、由来は定かではない。アジア経済の調べでは1990年代にはブラックデーが存在していたとのことである。韓国特有文化であるブラックデーについては韓国以外のメディアでも取り上げられており、『フォーブス』が2008年に取り上げたさいには、韓国の若者たちが早婚といった古い慣習を破り始めている証拠と分析している。
バレンタインデーやホワイトデーで贈り物を受け取れなかった者、恋人ができなかった者（ソロ部隊、朝: 솔로부대 (솔로部隊)、ソルロブデ）が黒い服を着て、チャジャンミョン（韓国風炸醤麺）やコーヒー（ブラック）など、見た目が黒い飲食物を食べる日、とされている。一部では、この日にブラックデーを実行しないとさらに1年間は恋人ができないとされている。
ブラックデーを実行することは、普段はフリーであることを公表していない人であっても、周囲の人々に「私は恋人募集中です」と宣言しているのに等しく、この日がきっかけで交際を開始する男女も多い。
韓国のドラマや小説等で「今年もチャジャンミョンを食べることになりそう……」のようなセリフがあった場合は「今年も（4月14日までには）恋人ができそうにない」の意と解することができる（ただし日本語訳や日本語吹き替えの場合はほとんどの場合意訳されている）。
当初は単独や少人数で実行する場合が多かったが、グループで実行することも増えつつある。この場合はフリー宣言をした男女同士の合コンの意味もある。
日本
- 2012年に名古屋三越栄店でブラックデーのイベントが開催され、「ブラックカレー」が提供された。
- 2021年に明治製菓が明治ブラックチョコレート発売60周年を迎えるにあたり、ブラックデーとの色繋がりで4月14日を「ブラックチョコレートの日」に制定した。

### ローズデー / イエローデー
ローズデー（朝鮮語: 로즈데이、ロジュデイ）、およびイエローデー（朝鮮語: 옐로우데이、イェルロデイ）とは、韓国で行われる内容が対照的な非公式な記念日。日付は5月14日。
ローズデー
2月14日のバレンタインデー、3月14日のホワイトデー、4月14日のブラックデーを経て、この日までにカップルになった男女は、薔薇が満開の季節である5月に薔薇の花束を贈りあう日とされている。アイドルがファンに感謝の意を込めてバラの花を贈るイベントも開催される。
相手との関係を発展させるために雰囲気のいいデートが必要、ということでバラ祭りにかけてローズデーがつくられた。
イエローデー
ローズデーとは対照的に、バレンタインデー、ホワイトデー、ブラックデーを経ても恋人が出来なかった者が、この日に黄色い服を着てカレーライスを食べる日とされている。
また、この日に黄色い服を着てカレーライスを食べなければ、「一生、独り身」になるとされている。

### キスデー
キスデー（朝鮮語: 키스데이、キスデイ）とは、韓国で6月14日に行われる一種の記念日である。
6月14日までにカップルとなった恋人同士がおおっぴらにキスをしてもいい日とされている。
関連
7月6日 - 国際キスデー（フランス語: la journée internationale du baiser, du bisou, du bécot）

### シルバーデー
シルバーデー（朝鮮語: 실버데이、シルボデイ）とは、韓国で7月14日に行われる一種の記念日である。
恋人同士で銀製品を贈りあう日とされる。また、韓国では「シルバー」が「年配者」を意味するため、両親や先輩など目上の人にお金を出してもらいデートをする日ともされる。
リングデー（朝鮮語: 링데이、リンデイ）と呼ぶ場合は、恋人同士がシルバーリングを交換しあう日とされる。

### グリーンデー
グリーンデー（朝鮮語: 그린데이、クリンデイ）は韓国で8月14日に行われる一種の記念日である。
恋人同士で森林浴をする日とされる。
恋人がいない人は、この日に緑色のボトルに入った安価な焼酎を飲んで慰め合う。

### ミュージックデー / フォトデー
ミュージックデー（朝鮮語: 뮤직데이、ミュジクデイ）、フォトデー（朝鮮語: 포토데이、ポトデイ）は韓国で9月14日に行われる一種の記念日である。
ミュージックデーはクラブなどで友人に恋人を紹介する日とされる。
フォトデーは恋人同士で記念写真を撮る日とされる。

### ワインデー
ワインデー（朝鮮語: 와인데이、ワインデイ）は韓国で10月14日に行われる一種の記念日である。
恋人同士で赤ワインを飲む日とされる。

### オレンジデー / ムービーデー
オレンジデー（朝鮮語: 오렌지데이、オレンジデイ）、ムービーデー（朝鮮語: 무비데이、ムビデイ）は韓国で11月14日に行われる一種の記念日である。
恋人同士でオレンジジュースを飲む日、もしくは恋人と映画を見る日とされる。
なお、日本ではオレンジデーは4月14日であり、別の意味合いがある。

### ハグデー
ハグデー（朝鮮語: 허그데이、ホグデイ）は韓国で12月14日に行われる一種の記念日である。
恋人同士でハグする日とされる。
関連
- ハグの日（1月21日）

### マネーデー
マネーデー（朝鮮語: 허그데이、ホグデイ）は韓国で12月14日に行われる一種の記念日である。
男性が恋人のためにお金を使う日とされる。

### ダイアリーデー
ダイアリーデー（朝鮮語: 다이어리데이、タイオリデイ）は韓国で1月14日に行われる一種の記念日である。
恋人同士で新しい一年を綴るための新しい日記帳を贈りあう日とされる。

### 告白デー
告白デー（朝鮮語: 고백데이 (告白데이)、コベクデイ）は韓国で9月17日に行われる一種の記念日である。
この日から付き合い始めたカップルは12月25日のクリスマスに100日の記念日となることから。

### ペペロデー
ペペロデー（朝鮮語: 빼빼로데이、ペペロデイ）は韓国で11月11日に行われる一種の記念日である。韓国ではバレンタインデーやホワイトデーに並ぶイベント日となっている。
韓国ロッテが発売しているスナック菓子であるペペロを贈り合う。実際には、もっと高価な菓子を送り合うことが多く、安価なペペロは義理チョコ的に職場で配布することが多い。
日本製品不買運動の一環として（ペペロは韓国ロッテ製品で日本製品ではないが）、2019年11月11日のペペロデーの準備をしていた大手コンビニエンスチェーンCUが反感を買った。ペペロデー関連の宣伝イベントなどが中止される一方で、「1」の形に似ているトッポッキを代替品として自発的に購入したため、コンビニでのトッポッキ売上が一時的に大きく増加したことを韓国放送公社が報じている。
ラジオ・フリー・アジアによると、平城市では11月11日に若い男女カップルが買って贈り合うことから、大聖食品工場（平壌直轄市）製のペペロ同等製品の売れ行きが増えていると2020年に伝えている。

### チョコパイデー
チョコパイデーは韓国で10月10日に行われる一種の記念日である。

### トゥトゥデー
トゥトゥデー（朝鮮語: 투투데이）はカップルが付き合い初めてから22日目を祝う記念日。
この後も100日目、200日目、300日目、1年目と記念日が設けられており、記念日を忘れないよう管理できるスマホのアプリもある。
ただし、こういったイベントを行うのは高校生以下が主体であり、社会人がやることは稀である。社会人になるとイベントを行っている暇がないというのもあるが、中学生や高校生だと告白してから付き合い始めることが多いので、記念日の設定がしやすいという事情もある。